# Mora tingsrätt
Mora tingsrätt är en tingsrätt i Sverige med kansli i Mora. Tingsrättens domkrets omfattar kommunerna Leksand, Malung-Sälen, Mora, Orsa, Rättvik, Vansbro och Älvdalen. Tingsrätten med dess domkrets ingår i domkretsen för Svea hovrätt.

## Administrativ historik
Vid tingsrättsreformen 1971 bildades denna tingsrätt i Mora av häradsrätterna för Mora och Orsa tingslag och Älvdals, Särna och Idre tingslag. Domkretsen bildades av Ovansiljans domsaga. 1971 omfattade domsagan Mora, Orsa, Älvdalens kommuner. Malungs tingsrätt och domsaga uppgick i denna tingsrätt och domsaga 1974. Tingsplats är Mora, Särna och Malung samt till 1974 Älvdalen.
1 september 2001 upphörde Leksands tingsrätt och Ludvika tingsrätt och ur deras domsagor övergick till denna domsaga Leksands, Rättviks och Vansbro kommuner. 2007 namnändrades Malungs kommun till Malung-Sälens kommun.
Mora tingsrätt har tidigare också varit inskrivningsmyndighet för fastigheter som ligger i Västmanlands län och Dalarnas län, men de uppgifterna har sedan 2001 överflyttats till Lantmäteriet.

## Lagmän
- 1971-1973: Bertil Sandegren
- 1973-1992: Gunnar Torgils
- 1992-2003: John-Olof Wallin
- 2003-2011: Lars-Erik Bergström
- 2011-: Lars Tomth